# Strada statale 471 di Leonessa
La strada statale 471 di Leonessa (SS 471) è una strada statale italiana che collega le regioni Umbria, Lazio e Abruzzo.

## Percorso
La strada ha origine a Cascia dove si innesta con la strada statale 320 di Cascia. Il tracciato prosegue verso sud, lambendo Monteleone di Spoleto ed entra nel Lazio dove raggiunge Leonessa e incrocia la  SR521 di Morro. Il percorso devia quindi verso sud-est attraversando la frazione di Albaneto e incrociando la strada statale 4 Via Salaria all'altezza di Posta. La strada continua verso est superando Borbona ed entrando in Abruzzo dove, passando per la frazione di Ville di Fano, termina il proprio percorso a Montereale innestandosi sulla strada statale 260 Picente. Al km 38+500 è percorsa mediamente da 620 veicoli al giorno, di cui il 10% di mezzi pesanti.
In seguito al decreto legislativo n. 112 del 1998, dal 2001, la gestione del tratto umbro è passata dall'ANAS alla Regione Umbria che ha poi ulteriormente devoluto le competenze alla Provincia di Perugia mantenendone comunque la titolarità; la gestione del tratto abruzzese è passata alla Regione Abruzzo che ha provveduto al trasferimento dell'infrastruttura al demanio della Provincia dell'Aquila. Dal 1º febbraio 2002 la gestione del tratto laziale è passata dall'ANAS alla Regione Lazio, che ha ulteriormente devoluto le competenze alla Provincia di Rieti; dal 5 marzo 2007 la società Astral ha acquisito la titolarità di concessionario di tale tratto. Oggi il tratto Cascia - Leonessa - Posta è ritornata ad essere strada statale invece il tratto da Posta a Montereale è rimasta in strada regionale.